# José María Laínz Ribalaygua
José María Laínz y Ribalaygua ( 1900 - 1977 ) fue un botánico español.

## Algunas publicaciones
- LAÍNZ RIBALAYGUA, JM; M LAÍNZ. 1957. Aportaciones al conocimiento de la flora gallega. III. Brotéria Ci. Nat. 26(53): 90-97
- LAÍNZ RIBALAYGUA, JM; M LAÍNZ. 1958. Sobre un Cytisus infortunado. Bol. Soc. Brot. ser. 2, 32: 63-68
- LAÍNZ RIBALAYGUA, JM; M LAÍNZ. 1962. Notas florísticas referentes al País Vasco. Collect. Bot. 6: 173-178

- La abreviatura «Laínz» se emplea para indicar a José María Laínz Ribalaygua como autoridad en la descripción y clasificación científica de los vegetales.[1]

## Fuente
- Aldeo, C; F Muñoz Garmendia. 1996. Publicaciones botánicas y afines de las que M. Laínz es autor o coautor = Botanical works and allied ones authored or coauthored by M. Laínz. Anales del Jardín Botánico de Madrid 54 ( 1): 7-17, ISSN 0211-1322